# Gheorghe Bucșe
Gheorghe Bucșe este un general (cu 4 stele) român, care a îndeplinit funcția de șef al Statului Major al Forțelor Aeriene Române. 
Gheorghe Bucșe a fost înaintat la gradele de general-maior (cu o stea) la 24 octombrie 1992 , general de divizie aeriană (cu 2 stele) la 26 noiembrie 1998   și apoi la cel de general-comandor (cu 3 stele) la 1 decembrie 2000 .
La data de 30 noiembrie 2001, a fost înaintat la gradul de general (cu 4 stele), fiind trecut în rezervă cu același grad .